# Circoscrizione Masovia
La circoscrizione Masovia è una circoscrizione elettorale per l'elezione dei membri del Parlamento europeo spettanti alla Polonia.

## Storia
La circoscrizione venne creata dalla legge 23 gennaio 2004, senza assegnarle formalmente un nome, ma solamente un numero.

## Territorio
La circoscrizione comprende, fin dalla sua istituzione, l'intero territorio del voivodato della Masovia, ad eccezione dei distretti compresi nella circoscrizione Varsavia: rientrano quindi nella circoscrizione i distretti di Białobrzegi, Ciechanów, Garwolin, Gostynin, Grójec, Kozienice, Lipsko, Łosice, Maków, Mińsk, Mława, Ostrołęka, Ostrów, Płock, Płońsk, Przasnysz, Przysucha, Pułtusk, Radom, Siedlce, Sierpc, Sochaczew, Sokołów, Szydłowiec, Węgrów, Wyszków, Żuromin, Zwoleń e Żyrardów e i distretti urbani di Ostrołęka, Płock, Radom e Siedlce.

## Risultati

### VI legislatura
| Partito                            | Partito                                                 | Risultati 13 giugno 2004 | Risultati 13 giugno 2004 | Risultati 13 giugno 2004 | Seggi | Seggi |
| Partito                            | Partito                                                 | Voti                     | %                        | ±                        | Num   | ±     |
| ---------------------------------- | ------------------------------------------------------- | ------------------------ | ------------------------ | ------------------------ | ----- | ----- |
|                                    | Autodifesa della Repubblica Polacca                     | 71 323                   | 20,84                    | n.d.                     | 1     | n.d.  |
|                                    | Lega delle Famiglie Polacche                            | 63 944                   | 18,68                    | n.d.                     | 1     | n.d.  |
|                                    | Piattaforma Civica                                      | 54 702                   | 15,98                    | n.d.                     | 0     | n.d.  |
|                                    | Partito Popolare Polacco                                | 48 930                   | 14,30                    | n.d.                     | 1     | n.d.  |
|                                    | Diritto e Giustizia                                     | 37 947                   | 11,09                    | n.d.                     | 1     | n.d.  |
|                                    | Alleanza della Sinistra Democratica - Unione del Lavoro | 22 297                   | 6,51                     | n.d.                     | 0     | n.d.  |
|                                    | Socialdemocrazia Polacca                                | 13 137                   | 3,84                     | n.d.                     | 0     | n.d.  |
|                                    | Unione della Libertà                                    | 10 379                   | 3,03                     | n.d.                     | 0     | n.d.  |
|                                    | Unione per la Politica Reale                            | 6 113                    | 1,79                     | n.d.                     | 0     | n.d.  |
|                                    | Comitato Elettorale Nazionale                           | 3 149                    | 0,92                     | n.d.                     | 0     | n.d.  |
|                                    | Iniziativa per la Polonia                               | 2 605                    | 0,76                     | n.d.                     | 0     | n.d.  |
|                                    | Partito Polacco del Lavoro                              | 2 553                    | 0,75                     | n.d.                     | 0     | n.d.  |
|                                    | KPEiR-PLD                                               | 2 447                    | 0,71                     | n.d.                     | 0     | n.d.  |
|                                    | Coalizione Civica Nazionale                             | 1 811                    | 0,53                     | n.d.                     | 0     | n.d.  |
|                                    | Partito Nazionale Polacco                               | 912                      | 0,27                     | n.d.                     | 0     | n.d.  |
|                                    |                                                         |                          |                          |                          |       |       |
| Iscritti                           | Iscritti                                                | 1 962 979                | 100,00                   |                          |       |       |
| ↳ Votanti (% su iscritti)          | ↳ Votanti (% su iscritti)                               | 353 109                  | 17,99                    | n.d.                     |       |       |
| ↳ Voti validi (% su votanti)       | ↳ Voti validi (% su votanti)                            | 342 249                  | 96,92                    |                          |       |       |
| ↳ Schede non valide (% su votanti) | ↳ Schede non valide (% su votanti)                      | 10 860                   | 3,08                     |                          |       |       |
| ↳ Astenuti (% su iscritti)         | ↳ Astenuti (% su iscritti)                              | 1 609 870                | 82,01                    |                          |       |       |

| Eletti | Eletti            |
| ------ | ----------------- |
|        | Marek Czarnecki   |
|        | Dariusz Grabowski |
|        | Zbigniew Kuźmiuk  |

### VII legislatura
| Partito                            | Partito                                                 | Risultati 7 giugno 2009 | Risultati 7 giugno 2009 | Risultati 7 giugno 2009 | Seggi | Seggi   |
| Partito                            | Partito                                                 | Voti                    | %                       | ±                       | Num   | ±       |
| ---------------------------------- | ------------------------------------------------------- | ----------------------- | ----------------------- | ----------------------- | ----- | ------- |
|                                    | Diritto e Giustizia                                     | 129 165                 | 33,28                   | 22,19                   | 1     | 1       |
|                                    | Piattaforma Civica                                      | 114 000                 | 29,37                   | 13,39                   | 1     | 1       |
|                                    | Partito Popolare Polacco                                | 72 551                  | 18,69                   | 4,39                    | 1     | Stabile |
|                                    | Alleanza della Sinistra Democratica - Unione del Lavoro | 30 225                  | 7,79                    | 1,28                    | 0     | Stabile |
|                                    | Destra della Repubblica                                 | 10 443                  | 2,69                    | n.d.                    | 0     | n.d.    |
|                                    | Intesa per il Futuro - Centro-sinistra                  | 8 567                   | 2,21                    | n.d.                    | 0     | n.d.    |
|                                    | Libertas Polonia                                        | 8 437                   | 2,17                    | n.d.                    | 0     | n.d.    |
|                                    | Autodifesa della Repubblica Polacca                     | 7 995                   | 2,06                    | 18,78                   | 0     | 1       |
|                                    | Unione per la Politica Reale                            | 3 832                   | 0,99                    | 0,80                    | 0     | Stabile |
|                                    | Partito Polacco del Lavoro                              | 2 931                   | 0,76                    | 0,01                    | 0     | Stabile |
|                                    |                                                         |                         |                         |                         |       |         |
| Iscritti                           | Iscritti                                                | 2 007 639               | 100,00                  |                         |       |         |
| ↳ Votanti (% su iscritti)          | ↳ Votanti (% su iscritti)                               | 396 253                 | 19,74                   | 1,75                    |       |         |
| ↳ Voti validi (% su votanti)       | ↳ Voti validi (% su votanti)                            | 388 146                 | 97,95                   |                         |       |         |
| ↳ Schede non valide (% su votanti) | ↳ Schede non valide (% su votanti)                      | 8 107                   | 2,05                    |                         |       |         |
| ↳ Astenuti (% su iscritti)         | ↳ Astenuti (% su iscritti)                              | 1 611 386               | 80,26                   |                         |       |         |

| Eletti | Eletti              |
| ------ | ------------------- |
|        | Adam Bielan         |
|        | Jolanta Hibner      |
|        | Jarosław Kalinowski |

### VIII legislatura
| Partito                            | Partito                                                 | Risultati 25 maggio 2014 | Risultati 25 maggio 2014 | Risultati 25 maggio 2014 | Seggi | Seggi   |
| Partito                            | Partito                                                 | Voti                     | %                        | ±                        | Num   | ±       |
| ---------------------------------- | ------------------------------------------------------- | ------------------------ | ------------------------ | ------------------------ | ----- | ------- |
|                                    | Diritto e Giustizia                                     | 163 775                  | 41,77                    | 8,49                     | 1     | Stabile |
|                                    | Piattaforma Civica                                      | 75 369                   | 19,22                    | 10,15                    | 1     | Stabile |
|                                    | Partito Popolare Polacco                                | 61 259                   | 15,62                    | 3,07                     | 1     | Stabile |
|                                    | Congresso della Nuova Destra                            | 27 671                   | 7,06                     | n.d.                     | 0     | n.d.    |
|                                    | Alleanza della Sinistra Democratica - Unione del Lavoro | 24 647                   | 6,29                     | 1,50                     | 0     | Stabile |
|                                    | Polonia Solidale                                        | 11 464                   | 2,92                     | n.d.                     | 0     | n.d.    |
|                                    | Europa Plus - Twój Ruch                                 | 10 710                   | 2,73                     | n.d.                     | 0     | n.d.    |
|                                    | Polonia Insieme                                         | 10 485                   | 2,67                     | n.d.                     | 0     | n.d.    |
|                                    | Movimento Nazionale                                     | 6 686                    | 1,71                     | n.d.                     | 0     | n.d.    |
|                                    |                                                         |                          |                          |                          |       |         |
| Iscritti                           | Iscritti                                                | 2 020 737                | 100,00                   |                          |       |         |
| ↳ Votanti (% su iscritti)          | ↳ Votanti (% su iscritti)                               | 405 802                  | 20,08                    | 0,34                     |       |         |
| ↳ Voti validi (% su votanti)       | ↳ Voti validi (% su votanti)                            | 392 066                  | 96,62                    |                          |       |         |
| ↳ Schede non valide (% su votanti) | ↳ Schede non valide (% su votanti)                      | 13 736                   | 3,38                     |                          |       |         |
| ↳ Astenuti (% su iscritti)         | ↳ Astenuti (% su iscritti)                              | 1 614 935                | 79,92                    |                          |       |         |

| Eletti | Eletti              |
| ------ | ------------------- |
|        | Zbigniew Kuźmiuk    |
|        | Julia Pitera        |
|        | Jarosław Kalinowski |

### IX legislatura
| Partito                            | Partito                            | Risultati 26 maggio 2019 | Risultati 26 maggio 2019 | Risultati 26 maggio 2019 | Seggi | Seggi |
| Partito                            | Partito                            | Voti                     | %                        | ±                        | Num   | ±     |
| ---------------------------------- | ---------------------------------- | ------------------------ | ------------------------ | ------------------------ | ----- | ----- |
|                                    | Diritto e Giustizia                | 512 158                  | 60,20                    | 18,43                    | 2     | 1     |
|                                    | Coalizione Europea                 | 227 106                  | 26,69                    | n.d.                     | 1     | n.d.  |
|                                    | Confederazione                     | 34 923                   | 4,10                     | n.d.                     | 0     | n.d.  |
|                                    | Primavera                          | 33 302                   | 3,91                     | n.d.                     | 0     | n.d.  |
|                                    | Kukiz'15                           | 27 829                   | 3,27                     | n.d.                     | 0     | n.d.  |
|                                    | Polonia Fair Play                  | 6 784                    | 0,80                     | n.d.                     | 0     | n.d.  |
|                                    | Lewica Razem                       | 6 434                    | 0,76                     | n.d.                     | 0     | n.d.  |
|                                    | Unità della Nazione                | 2 211                    | 0,26                     | n.d.                     | 0     | n.d.  |
|                                    |                                    |                          |                          |                          |       |       |
| Iscritti                           | Iscritti                           | 1 982 688                | 100,00                   |                          |       |       |
| ↳ Votanti (% su iscritti)          | ↳ Votanti (% su iscritti)          | 858 800                  | 43,31                    | 23,23                    |       |       |
| ↳ Voti validi (% su votanti)       | ↳ Voti validi (% su votanti)       | 850 747                  | 99,06                    |                          |       |       |
| ↳ Schede non valide (% su votanti) | ↳ Schede non valide (% su votanti) | 8 053                    | 0,94                     |                          |       |       |
| ↳ Astenuti (% su iscritti)         | ↳ Astenuti (% su iscritti)         | 1 123 888                | 56,69                    |                          |       |       |

| Eletti | Eletti              |
| ------ | ------------------- |
|        | Adam Bielan         |
|        | Zbigniew Kuźmiuk    |
|        | Jarosław Kalinowski |

### X legislatura
| Partito                            | Partito                                        | Risultati 9 giugno 2024 | Risultati 9 giugno 2024 | Risultati 9 giugno 2024 | Seggi | Seggi   |
| Partito                            | Partito                                        | Voti                    | %                       | ±                       | Num   | ±       |
| ---------------------------------- | ---------------------------------------------- | ----------------------- | ----------------------- | ----------------------- | ----- | ------- |
|                                    | Destra Unita                                   | 353 247                 | 49,17                   | 11,03                   | 2     | Stabile |
|                                    | Coalizione Civica                              | 171 044                 | 23,81                   | n.d.                    | 1     | n.d.    |
|                                    | Confederazione                                 | 92 949                  | 12,94                   | 8,84                    | 0     | Stabile |
|                                    | Terza Via                                      | 65 399                  | 9,10                    | n.d.                    | 0     | n.d.    |
|                                    | La Sinistra                                    | 23 383                  | 3,25                    | n.d.                    | 0     | n.d.    |
|                                    | Bezpartyjni Samorządowcy                       | 5 000                   | 0,70                    | n.d.                    | 0     | n.d.    |
|                                    | Voce di una Polonia Forte                      | 2 167                   | 0,30                    | n.d.                    | 0     | n.d.    |
|                                    | Paese Normale                                  | 1 596                   | 0,22                    | n.d.                    | 0     | n.d.    |
|                                    | PolExit                                        | 1 447                   | 0,20                    | n.d.                    | 0     | n.d.    |
|                                    | Movimento per la Rinascita della Polonia       | 1 426                   | 0,20                    | n.d.                    | 0     | n.d.    |
|                                    | Polonia Liberale - Sciopero degli Imprenditori | 733                     | 0,10                    | n.d.                    | 0     | n.d.    |
|                                    |                                                |                         |                         |                         |       |         |
| Iscritti                           | Iscritti                                       | 1 906 952               | 100,00                  |                         |       |         |
| ↳ Votanti (% su iscritti)          | ↳ Votanti (% su iscritti)                      | 722 980                 | 37,91                   | 5,40                    |       |         |
| ↳ Voti validi (% su votanti)       | ↳ Voti validi (% su votanti)                   | 718 391                 | 99,37                   |                         |       |         |
| ↳ Schede non valide (% su votanti) | ↳ Schede non valide (% su votanti)             | 4 589                   | 0,63                    |                         |       |         |
| ↳ Astenuti (% su iscritti)         | ↳ Astenuti (% su iscritti)                     | 1 183 972               | 62,09                   |                         |       |         |

| Eletti | Eletti          |
| ------ | --------------- |
|        | Adam Bielan     |
|        | Jacek Ozdoba    |
|        | Andrzej Halicki |